# Самураготи, Мамору
Мамору Самураготи (яп. 佐村河内 守 Самураготи Мамору, род. 21 сентября 1963 в посёлке Ицукаити уезда Саэки префектуры Хиросима) — японский композитор. Известность получил как автор музыки к видеоиграм. В 35 лет потерял слух. Произведение Самураготи симфония № 1 «Хиросима» была продана тиражом более 180 тысяч копий. В 2014 году Такаси Ниигаки, композитор и преподаватель в консерватории Тохо Гакуэн, заявил, что в течение многих лет работал «музыкальным негром» для Самураготи и писал за него произведения.
Ниигаки также сообщил, что Самураготи только притворяется глухим, а на самом деле слух у него нормальный.
Считался автором произведений: симфония № 1 «Хиросима»; «Реквием» для фортепиано; саундтрек к фильму «Космос»; саундтрек к играм «Resident Evil» и «Onimusha: Warlords».